# 早明浦ダム
早明浦ダム（さめうらダム）は、高知県長岡郡本山町と土佐郡土佐町にまたがる、一級河川・吉野川本流上流部に建設されたダムである。ダムによって形成される人造湖はさめうら湖と呼ばれる。

## 概要
独立行政法人水資源機構が管理する多目的ダムである。型式は重力式コンクリートダム、高さは106.0メートルで、総貯水容量は3億1600万立方メートル、有効貯水容量は2億8,900万立方メートル、利水容量は1億7300万立方メートル、吉野川水系における水資源施設の中核をなす四国地方最大のダムである。
吉野川の治水と四国地方全域の利水を目的に建設され、このダムの水運用は四国地方の経済・市民生活に極めて多大な影響を及ぼす。このため「四国のいのち」とも呼ばれ、四国地方の心臓的な役割を果たす。さめうら湖についても、2005年（平成17年）に本山町・土佐町・大川村の推薦により財団法人ダム水源地環境整備センターが選定する「ダム湖百選」に選ばれている。

## 沿革
早明浦ダム計画は、1949年（昭和24年）に経済安定本部の諮問を受けた治水調査会による「吉野川改訂改修計画」で初めて立案された。この計画では吉野川上流部に2つのダムを建設し、銅山川の柳瀬ダムなどと共に洪水調節を行う計画であった。この時は早明浦ダムともう一つ、瀬戸川合流点の直下流に桃ヶ谷ダムを建設する計画であり、現在のさめうら湖を二分割した形でのダム計画であった。
その翌年1950年（昭和25年）には、治水に加えて四国地方の懸案事項であった灌漑用水の新規開発による吉野川の利水も検討課題にするべく、経済安定本部が主体となって「吉野川総合開発計画」の策定が開始された。この計画には河川事業を司る建設省、灌漑事業を司る農林省、電気事業者である四国電力及び四国四県が参加し、1952年（昭和27年）には電力事業を促進すべく発足した電源開発が加わった。この総合開発計画では治水の他水力発電、銅山川分水の計画も含まれていた。当初の計画では吉野川本流に早明浦ダムと小歩危ダムの二大ダムを建設、さらに下流に池田ダムと川崎ダムの2ダムを建設するほか、銅山川には柳瀬ダム下流に岩戸ダムを、穴内川には樫谷ダムを、大森川には大森川ダムを建設して洪水調節と灌漑、及び水力発電を行うという壮大な計画であった。
この計画は主に経済安定本部によって示されたが、電源開発も独自の案を2案呈示し、発電事業への参画を目論んでいた。経済安定本部案・電源開発案双方でも早明浦ダムは事業の根幹として進められた。電発案では早明浦ダムを上池（吉野川第一発電所）、小歩危ダムの規模を大幅に縮小した上で下池（吉野川第二発電所）として揚水発電を行い、池田ダムを逆調整池として活用する計画であった。だが小歩危ダム建設は名勝の大歩危・小歩危を水没させる事から自然保護を巡り猛烈な反対運動を受け、計画は頓挫し小歩危ダム建設は1971年（昭和46年）に中止、早明浦ダム単独での発電に縮小となった。また調整機関として「四国地方総合開発審議会」が設立されたが、愛媛県による銅山川違法利水問題が発生したため、徳島県が分水の新規配分に関して反対し、調整が難航した。この間四国電力が審議会を離脱し独自のダム建設を進めた。
一方1960年（昭和35年）には「四国地方開発促進法」が施行され、1962年（昭和37年）には水資源開発促進法が成立して水資源開発公団が発足したが、吉野川水系は1966年に水資源開発水系に指定され「吉野川水系水資源開発基本計画」（フルプラン）が作成された。これに伴い香川用水・吉野川北岸用水・愛媛分水（銅山川分水）・高知分水計画が盛り込まれ、その水源として早明浦ダムが位置づけられた。ダムは1963年（昭和38年）より建設省四国地方建設局が実施計画調査を行っていたが、1967年（昭和42年）4月に事業主体が公団に移管された。こうして四国最大のダム事業が着手されることになった。

## 費用
以下の表に建設費の費用配分を示す。多量の不特定用水を抱えている徳島が治水に対して全額を支払っているのは、昭和37年に香川・愛媛側を一度は徳島の多額の費用に対して徳島県民の住民感情を尊重するための出資に合意しておきながら、昭和39年に入り、建設費多額や徳島の新規用水が安い事を理由に出資拒否したためである。国は愛媛・香川県の強硬な反対に負け、徳島県側に全額負担の依頼を申し入れ、結局この問題は架橋問題で国の心証を悪くすることを避けたい徳島県側が折れる事になった。これに対して、交渉に当った徳島県武市副知事は「到底受け入れがたい。徳島の住民感情は激しく踏みにじられた」と憤りを隠さずに語った。
| 自治体   | 事業主体       | 負担率 | 負担額     |
| -------- | -------------- | ------ | ---------- |
| 徳島     | 治水           | 37.59% | 93,98億円  |
|          | 不特定かんがい | 19.94% | 49.85億円  |
|          | かんがい用水   | 3.93%  | 9.83億円   |
|          | 都市用水       | 10.40% | 26.00億円  |
|          | （小計）       | 71.86% | 179.66億円 |
| 香川     | かんがい用水   | 7.78%  | 19.45億円  |
|          | 都市用水       | 5.45%  | 13.63億円  |
|          | （小計）       | 13.23% | 33.08億円  |
| 愛媛     | かんがい用水   | 0.11%  | 0.27億円   |
|          | 川之江市上水   | 0.14%  | 0.35億円   |
|          | 伊予三島市上水 | 0.14%  | 0.35億円   |
|          | 工業用水       | 4.47%  | 11.17億円  |
|          | 発電           | 1.44%  | 3.60億円   |
|          | （小計）       | 6.30%  | 15.74億円  |
| 高知     | 都市用水       | 0.33%  | 0.82億円   |
| 四国電力 | 発電           | 1.22%  | 3.05億円   |
| 電源開発 | 発電           | 7.06%  | 17.65億円  |

## 補償
早明浦ダムは経済安定本部が示した当初の案では高さ72.0メートル、総貯水容量1億4,700万トンと現在の規模の半分であり、下流に建設される予定であった小歩危ダムの方が大規模であった。しかし小歩危ダム計画の度重なる縮小、そして中止によって現在の規模へと拡大した。また当初一緒に建設される予定であった上流の桃ヶ谷ダムは1950年の段階で計画が中止された。ダムが建設されると奈良県の池原ダム（北山川）に次ぐ西日本最大級の人造湖が誕生することになるが、これにより本山町、土佐町及び大川村の2町1村で385戸・387世帯が水没の対象となった。この水没世帯数は当時としては大規模な部類であり、1960年（昭和35年）に建設省がダム計画の構想を発表すると同時に猛烈な建設反対運動が巻き起こった。
特に大川村の場合は村役場を始めとする村内の主要公共施設を含め、主要集落の大部分が水没する。加えてダムが完成した後の固定資産税はダム所在地である本山町と土佐町に配分され、大川村には入らない。こうしたことからダム建設に全くメリットがない大川村は官民一体となった反対運動を繰り広げることとなった。これは現在までダム事業長期化の象徴とされる2つのダム、すなわち群馬県の八ッ場ダム（吾妻川）での吾妻郡長野原町、熊本県の川辺川ダム（川辺川）での球磨郡五木村と全く同様のケースであった。
大川村には「ダム建設反対」の立看板が至るところに設置され、中切地区に立てられた「ダム建設絶対反対」の大看板を筆頭にその数は600箇所にも上ったとされている。さらに1968年（昭和43年）には大川村民大会が開かれ全会一致で「ダム建設絶対阻止」を議決。大川村当局は新たに村役場庁舎を新設し、ダム事業への抵抗をあらわにした。現在では渇水時になると現れるこの庁舎はダム建設に反対する村役場当局が抗議意思の強さを示すものとして、ダム建設計画後にあえて想定水没地に建てたものである。また、高知県側の犠牲が大きいにも拘わらず、高知県が得られる高知分水への利水率はわずか4%しかなく、このことも公団側と激しく対立する要因となった。
こうした激しい反対運動によって住民との補償交渉はダムの試験湛水中にまでもつれ、1963年の調査開始から10年余に及ぶ長期の交渉となった。最終的に補償総額125億5,000万円（当時の推定額。以下同じ）で妥結し、これとは別に電源開発による早明浦発電所建設補償費として2億9,200万円が支払われた。しかしこれら主要集落が水没したことで大川村の過疎化はより加速することになった。またダム建設に伴う漁業権喪失に対する吉野川流域の漁業協同組合との補償交渉も難航し、ダム本体建設工事に伴う濁水補償に2,330万円、ダム放水による河川塩分濃度への影響に対する補償として2億9,500万円が補償費として支払われた。これら補償交渉の妥結は1973年（昭和48年）には概ね終了し、1975年に池田ダム・新宮ダム（銅山川）・香川用水と同時に完成した。総事業費は約332億4,000万円という巨費であった。

### エピソード
ダム完成時、水資源開発公団は当時高知県知事であった溝渕増巳に記念碑の銘を揮毫（きごう）するよう依頼した。この記念碑がダム右岸に建つ「四国のいのち」の碑であるが、当初は「四国はひとつ」と刻まれる予定であった。しかし溝渕は「水は一つになったが、他のことはまだ一つになっていない」として「四国のいのち」と銘を変更したというエピソードが残されている。この溝渕の言葉は、後年水不足でダムが枯渇した際に繰り広げられる四国四県同士の対立を図らずも暗示するようであった。
またもう一つのエピソードとしてダム建設中の1973年に香川県高松市で深刻な水不足が発生し（高松砂漠）、水不足に対処するため香川選出の衆議院議員であった自由民主党の大平正芳外務大臣（当時）と日本社会党の成田知巳委員長（当時）が、水源である早明浦ダムが完成していないにもかかわらず、香川用水への早期通水を当時の公団総裁であった柴田達夫に要請するという一幕もあった。
しかし、翌年に香川用水の幹線部分（徳島県三好市池田～香川県高松市間）の暗渠工事が完了したことを受けて、1974年5月3日、徳島県に対し吉野川の暫定水利権取得に向けた交渉を開始した。暫定水利権とはダムの建設前に、ダムの受益権者がダム建設によって発生する水利権を取得できる制度で、既存の水利権者の同意を必要とする。武市恭信徳島県知事は「徳島に橋を、香川・愛媛に水を、高知には道路を」をスローガンとして徳島県知事に当選し、圧倒的多数が反対であった徳島県議会を1年がかりで説得し、香川用水導水実現に尽力していた。武市徳島県知事は連休明けに行動を開始し、5月15日には徳島県議会を通過させ、18日には農業・漁業団体の同意を得た。この結果から、徳島県は香川県に条件付きで暫定水利権設置に同意する旨の回答を行った。両県は協議を行った結果、1974年5月29日に全4項目からなる覚書を交わし、交渉開始からひと月足らずという極短期間で暫定導水が実現した。
1. 徳島県は生活用水の送水に同意する。
2. 吉野川の異常渇水で下流の水利権者に影響が出ると予想されるときには香川県は水利用の制限、または停止する。
3. 取水口の量水計による測定記録の数値で取水量の確認をする。
4. 香川県は吉野川北岸農業水利事業促進のため、徳島県と予算獲得などで協力する。

この結果、香川県は6月12日に香川用水は導水式をとり行い、都市用水に限り香川用水の導水を開始した。武市徳島県知事は導水式に招かれ、挨拶で通例通りの挨拶を述べたあと、徳島県が本四架橋問題や吉野川利水問題に対して複雑な住民感情があることを説明し、香川用水分水では、武市徳島県知事が就任後、徳島県が香川県の住民感情を最大限に尊重したように、徳島県の住民感情を最大限尊重して欲しい旨の発言を行なっている。
暫定水利権は早明浦ダムの運用開始される1975年3月まで送水が続けられ、完成後は通常の水利権に切り替え送水が続けられた。早明浦ダムは香川用水の1978年の全線開通を持って、工業用水と農業用水の供給を開始し、現在も吉野川から讃岐半島へ水を供給し続けている。

## 目的

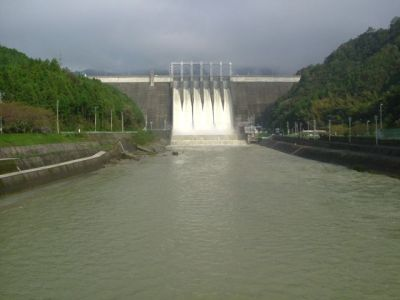
放流中の早明浦ダム

早明浦ダムには洪水調節、不特定利水、上水道、工業用水、灌漑および水力発電の目的があり、多目的ダムの中でも用途が広い。ダムそばには管理所があるが吉野川水系のダム群を効率的に運用するため、徳島県三好市池田の国土交通省吉野川ダム統合管理事務所および水資源機構池田総合管理所において、早明浦ダムを始め池田、柳瀬、新宮、富郷の5ダムを連携した運用が行われている。

### 治水
治水目的では吉野川水系工事実施基本計画に基づき吉野川下流沿岸部の洪水調節を目的とし、阿波市岩津地点における計画高水流量（過去最大の洪水流量を基準とする）毎秒17,000トンを毎秒15,000トン（毎秒2,000トンのカット）に低減する。ダム地点でも毎秒2,000トンをカットし計画高水流量毎秒4,700トンの内毎秒2,700トンの洪水を貯留する。これは多目的ダムの中では大容量である。不特定利水については三好市池田地点を基準とし通年で毎秒15トン、農繁期には毎秒43トンを放流し慣行水利権分の農業用水を吉野川沿岸の農地に供給する。

### 利水
利水目的では吉野川北岸用水・香川用水・愛媛分水・高知分水を利用し四国四県へ供給する。灌漑用水は高知県を除く三県に対し平均で通年毎秒3トン、農繁期に毎秒11.96トンを供給。上水道・工業用水道は四国四県にそれぞれ一日量で440,000トン、1,420,000トンを供給する。
1. 徳島県への利水配分率は48%と最も大きく、吉野川北岸用水の水源として利用される。
2. 香川県への利水配分率は29%で、池田ダムより取水した吉野川の水を香川県に送水している。
3. 愛媛県への利水配分率は19%。早明浦ダム完成によって徳島県への慣行水利権分の不特定利水が補給されることから、柳瀬ダム完成時に愛媛・徳島両県で合意していた柳瀬ダムの責任放流[注釈 11]が廃止され、間接的にではあるが川之江市・伊予三島市[注釈 12]への利水が強化された。
4. 高知県への利水配分率は4%と最も少ない。ダムの水は瀬戸川から地蔵寺川へ2つの取水堰を通じて四国山地を縦断し、鏡川に建設された高知県営ダムである鏡ダムに流路変更され、高知市の上水道に供給される[注釈 13]。

早明浦ダムによる各新規用水の総合開発量は年間8億6,300万トン。とりわけ、香川県には大きな河川が無く、同県の水利用は、水道使用量の50%を占める香川用水へ依存している所が大きい。香川用水は、この早明浦ダムを中心として開発された新規用水であり、香川県の水利用において早明浦ダムの果たしている役割は非常に大きいといえる。しかし同時に早明浦ダムの渇水は、まず香川県の水事情に大きく影響する。また、ダムが高知県長岡郡本山町にあるため、渇水になると高知県内も生活用水に影響があるのではないかと思われがちだが、高知県側への利水配分は前述の通りわずか4%に過ぎず、状況によっては高知分水への放流を完全にカットすることもある。このことより高知県側は早明浦ダムの渇水による影響は少ないと言える。

### 水力発電

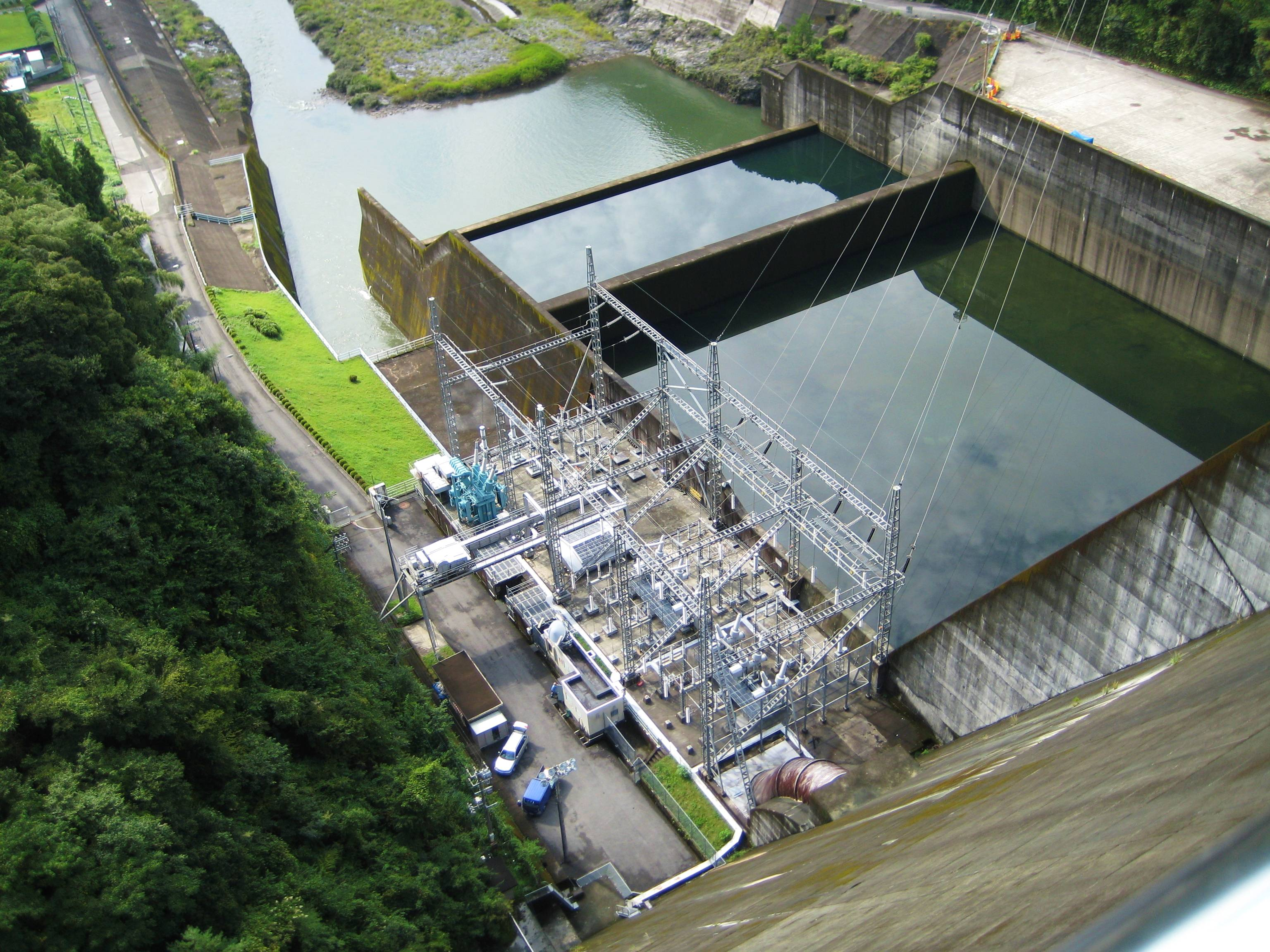
早明浦発電所

水力発電は1952年より吉野川総合開発計画に参加していた電源開発による早明浦発電所があり、認可出力42,000キロワットは吉野川水系の一般水力発電所では出力が大きい発電所である。発電所はダムに先んじて1972年（昭和47年）2月に完成。その後ダムの建設進捗に合わせて徐々に出力を上げ、1974年（昭和49年）7月にフル出力による運転を行った。発電された電力は奈半利川に建設された魚梁瀬ダムなどの発電所群と同じく高知県香美市にある四国電力の新改開閉所を経由して愛媛県西条市の伊予変電所に送られる。電力は四国電力に供給される。
また、早明浦ダムの直下流には、発電所から放流された水が下流に影響を及ぼさないように水量を調整する目的で建設された逆調整池として山崎ダムが建設された。高さは河川法が規定するダムの基準である15.0メートルを下回っているため、法律上では堰に該当する。この他高知分水で、地蔵寺川取水堰と鏡川の間にある有効落差約236.0メートルを利用した水力発電を行うため、四国電力が天神発電所を鏡ダムの人造湖・土佐鏡湖上流端に建設した。分水の上水道供給に支障を来たさない範囲で最大1万1,800キロワットを発電する。なお、こうした経緯もあって高知分水は四国電力が水資源開発公団の委託を受けて施工を実施している。

## 完成後も続く課題
早明浦ダム完成によって吉野川総合開発計画は大きな山場を越えたが、ダム完成以降も開発は継続して行われた。1978年（昭和53年）には支流の瀬戸川・地蔵寺川の取水口・導水路が完成して高知分水事業が完成。その後1990年（平成2年）には吉野川北岸用水が完成して伏流水が多い地域での安定した水供給が図られ、2000年（平成12年）には銅山川の富郷ダムが運用を開始して愛媛分水事業も完成し、1950年に立案された吉野川総合開発計画は半世紀の歳月を経て完了した。以後、四国四県の水がめとして、また吉野川の治水において早明浦ダムが果たしている役割は極めて大きく、四国における市民の日常生活・経済活動に不可欠な存在となっている。しかし、完成以後幾つかの問題も抱えている。
治水については完成直後の1975年8月17日、台風5号に伴う豪雨で吉野川上流は総降水量が718ミリを記録、ダムには最大で毎秒7,200トンと計画流量を約3,000トン上回る洪水が流入し、結果として洪水調節機能が不足し「異常出水」という形で直下流の早明浦発電所や川沿いの民家などに被害が発生した。このため減勢工の改良工事などを行うこととなりこれに関連する補償として29戸が移転した。さらに翌1976年（昭和51年）9月12日の台風17号でも計画を上回る毎秒4,800トンの洪水を記録。これに伴う放流で長期間吉野川が濁り、濁水問題として漁業関係者を中心に対策が要求された。これに対処するため公団はダム湖表層の上澄み水を放流する施設である「表面取水設備」を新たに設置して下流への濁水放流防止を図り、こうした後始末を経て1979年（昭和54年）にはダム関連の全事業を完了した。ただ2005年の台風14号では流入量が最大で毎秒5,600トンと計画を上回り、後述するように当時渇水状態だったため洪水の被害は結果的に避けられたものの、仮に貯水率が平年並みだったとすると被害が発生した可能性が高いと分析されている。このためさらなる洪水調節容量の上積みを求める意見も出されている。
そして近年大きな課題となっているのが、水不足の頻発である。特に1994年（平成6年）の平成6年渇水と2005年（平成17年）の大渇水においてはダムの貯水量が大幅に低減、水没した旧大川村役場が姿を現しダム渇水のシンボルになってしまった。2005年の渇水ではダム貯水率が0%と完全に枯渇し、連日水不足がニュースや新聞のトップ項目に挙げられるなど全国的にも話題となった。この間国土交通省や徳島県・香川県といった流域自治体は四国電力に大橋・大森川・穴内川といった発電専用ダムからの緊急放流を要請し、これらのダムから緊急放流が行われた。早明浦ダムでも発電所を管理する電源開発に緊急放流を要請、放流が行われた。9月5日の台風14号による降雨で利水容量に対する貯水率が1日にして100%以上に回復し事態は収拾された。
2008年（平成20年）にも渇水により貯水率が0%となり発電専用水の緊急放流が行われている。同年6月以降気象庁気象研究所は早明浦ダム上空で、国内としては40年ぶりとなる大規模な人工降雨実験を行った。雨雲に航空機からドライアイスおよび塩化ナトリウムの微粒子を散布するというもので、この結果、氷の結晶粒子の成長が観測されたという。塩害など環境への影響が懸念されることから大川村では実験反対の声があがり、大川村上空は実験からはずすこととなった。

## さめうら湖

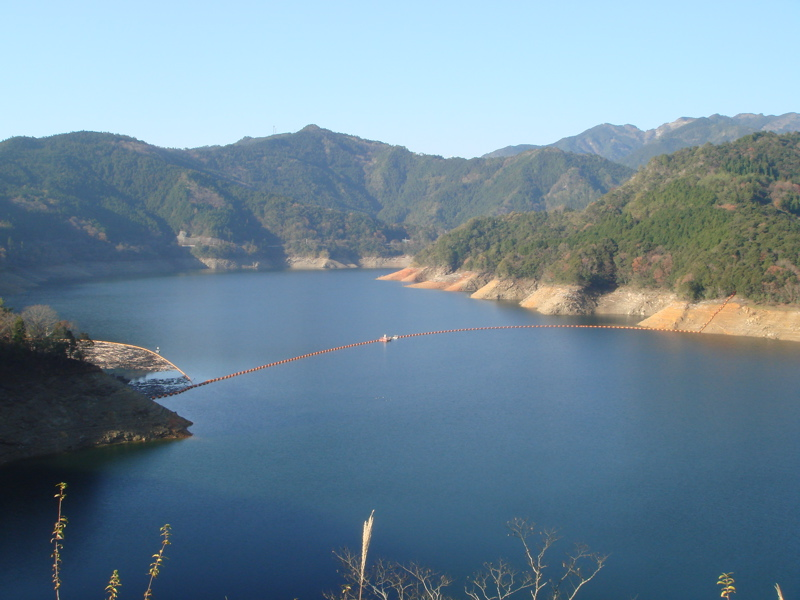
さめうら湖

早明浦ダムによって形成された人造湖であるさめうら湖は、日本の人造湖の中でも屈指の規模を誇る。総貯水容量3億1,600万トンは日本で第8位、ダム湖の面積である湛水（たんすい）面積750ヘクタールは日本で第13位であり、西日本のダムでは奈良県の池原ダム（池原貯水池）に次ぐ規模であり、四国では最大である。
さめうら湖は高知県北部の観光地として多くの観光客でにぎわう。春は湖畔をソメイヨシノが彩り、花見客が大勢訪れる。また毎年2回のマラソン大会が行われている。夏には、ダム直下の支流において「汗見川マラソン」を例年1000人規模で開催、秋には「さめうらの郷　湖畔マラソン大会」が開催され、例年700人のランナーがダム堤体上をスタートして健脚を競う。さらにブラックバスの釣りスポットとしても知られ、四国地方のバス釣り大会の会場としても頻繁に利用されるほか、カヌーやボート、さらに他のダム湖では利用が禁止されていることが多い水上オートバイの利用も可能である。しかしさめうら湖については利用する際には地元のNPO法人などで組織される「早明浦ダム湖面利用者協議会」への登録が必要になる。登録には年間登録と1ヶ月登録があり、年間登録については一般男性が4,000円、一般女性・高校生およびダム所在地（本山町・土佐町・大川村）住民が2,000円、中学生と嶺北漁業協同組合員は無料となっている。また船舶を利用する際にも船舶登録が必要であり、1艇あたり1,000円が必要になるが、こちらは無期限有効である。バス釣り大会などイベントを催す際には事前予約が必要である。このように登録制になっている背景には、さめうら湖が四国全域の水がめとして極めて重要な位置を占めているためであり、水資源保護の観点から行われている。
この他早明浦ダムは春・夏・冬の夜間、ライトアップを実施している。春季は3月20日から4月15日までの間19:00から23:00までと、ゴールデンウィーク期間（4月28日から5月10日）までの19:00から22:00。夏季は7月20日から9月16日までの20:00から23:00。冬季はクリスマスから年末年始（12月22日から1月6日まで）の18:00から21:00の間に行われている。夜間にライトで浮かび上がるダムの光景を見ることができるが、特にダム直下流に架かる橋およびその下の吉野川の河原からは、ライトアップされたダム全景を眺めることができる。河原へは車で下りることも可能であり、昼間には冒頭写真のように眼前にそびえ立つ巨大なダムを目の当たりにできる。しかし当然ながら洪水時やダム放流中は水没してしまうので（洪水調節中のダム写真を参照）、その場合は橋の上からしか見ることはできない。
早明浦ダム・さめうら湖へのアクセスは車の場合高知自動車道・大豊インターチェンジ下車後国道439号を西進、土佐町田井で右折して直進すると到着する。公共交通機関ではJR土讃線・大杉駅が最寄の下車駅となる。この国道439号は大歩危・小歩危・祖谷渓方面と石鎚山・松山市・四万十川方面を結ぶ観光道路としても重要な役割を果たしているが、所々未整備区間が存在する「酷道」であり早期の改善が地元より望まれている。ただし早明浦ダム付近は整備されている。